# وگا دو اینفنزنس
وگا دو اینفنزنس (به اسپانیایی: Vega de Infanzones) یک شهرستان در اسپانیا است که در استان لئن واقع شده است.

## خصوصیات
وگا دو اینفنزنس ۲۰ کیلومترمربع مساحت و ۸۵۶ نفر جمعیت دارد.